# Čistac
Čistac (list rani, bukvica, lat. Stachys), biljni je rod iz porodice Lamiaceae raširen po svim kontinentima, osim Australije. Pripada mu oko 370 priznatih vrsta jednogodišnjeg raslinja, grmova i polugrmova, a petnaestak vrsta raste i u Hrvatskoj. 
U Hrvatskoj su zabilježeni planinski čistac (S. alpina), jednogodišnji čistac (S. annua), livadni ili poljski čistac (S. arvensis), vučji ili germanski čistac (S. germanica), primorski čistac (S. maritima), mentolisni čistac (S. menthifolia), močvarni čistac (S. palustris), žuti ili uspravni čistac (S. recta), poluizvreugani čistac ili gorski čistac (S. subcrenata), šumski čistac (S. sylvatica), dlakavi čistac (S. byzantina).
Ljekoviti čistac (sin. Stachys officinalis) pripada rodu Betonica

## Vrste
1. Stachys acerosa Boiss.
2. Stachys aculeolata Hook.f.
3. Stachys adulterina Hemsl.
4. Stachys aegyptiaca Pers.
5. Stachys aethiopica L.
6. Stachys affinis Bunge
7. Stachys agraria Schltdl. & Cham.
8. Stachys ahmetsavranii Dogu & Bagci
9. Stachys ajugoides Benth.
10. Stachys alabamica B.R.Keener & L.J.Davenp.
11. Stachys albens A.Gray
12. Stachys albicaulis Lindl.
13. Stachys albiflora N.E.Br.
14. Stachys albotomentosa Ramamoorthy
15. Stachys aleurites Boiss. & Heldr. ex Benth.
16. Stachys alpigena T.C.E.Fr.
17. Stachys alpina L.
18. Stachys amanica P.H.Davis
19. Stachys anamurensis Sümbül
20. Stachys andongensis Hiern
21. Stachys angustifolia M.Bieb.
22. Stachys anisochila Vis. & Pancic
23. Stachys annua (L.) L.
24. Stachys antalyensis Ayasligil & Davis
25. Stachys aperta Epling
26. Stachys appalachiana D.B.Poind. & J.B.Nelson
27. Stachys arabica Hornem.
28. Stachys arachnoidea Codd
29. Stachys araucana Phil.
30. Stachys arenaria Vahl
31. Stachys arenariiformis Rouy
32. Stachys argillicola Sebsebe
33. Stachys aristata Greenm.
34. Stachys arrecta L.H.Bailey
35. Stachys arriagana B.L.Turner
36. Stachys arvensis (L.) L.
37. Stachys aspera Michx.
38. Stachys asperata Hedge
39. Stachys atherocalyx K.Koch
40. Stachys aucheri Benth.
41. Stachys aurea Benth.
42. Stachys babunensis Micevski
43. Stachys bakeri Briq.
44. Stachys balansae Boiss. & Kotschy
45. Stachys balensis Sebsebe
46. Stachys bayburtensis R.Bhattacharjee & Hub.-Mor.
47. Stachys baytopiorum Kit Tan & Yildiz
48. Stachys beckeana Dörfl. & Hayek
49. Stachys benthamiana Boiss.
50. Stachys bergii G.A.Mulligan & D.B.Munro
51. Stachys bhattacharjeeae Ö.Güner
52. Stachys biflora Hook. & Arn.
53. Stachys bigelovii A.Gray
54. Stachys bithynica Boiss.
55. Stachys bizensis Schweinf. ex Penz.
56. Stachys bogotensis Kunth
57. Stachys bolusii Skan
58. Stachys bombycina Boiss.
59. Stachys boraginoides Schltdl. & Cham.
60. Stachys brachiata Bojer ex Benth.
61. Stachys brachyclada de Noé ex Coss.
62. Stachys brahuicus (Boiss.) comb.ined.
63. Stachys bridgesii Benth
64. Stachys bullata Benth.
65. Stachys burchelliana Launert
66. Stachys burgsdorffioides (Benth.) Boiss.
67. Stachys buttleri R.R.Mill
68. Stachys byzantina K.Koch
69. Stachys caffra E.Mey. ex Benth.
70. Stachys calcicola Epling
71. Stachys candida Bory & Chaub.
72. Stachys canescens Bory & Chaub.
73. Stachys carduchorum (R.Bhattacharjee) Rech.f.
74. Stachys caroliniana J.B.Nelson & D.A.Rayner
75. Stachys cataonica R.Bhattacharjee & Hub.-Mor.
76. Stachys chamissonis Benth.
77. Stachys chasmosericea Ayasligil & Davis
78. Stachys chinensis Bunge ex Benth.
79. Stachys choruhensis Kit Tan & Sorger
80. Stachys chrysantha Boiss. & Heldr.
81. Stachys circinata L´Hér.
82. Stachys citrina Boiss. & Heldr. ex Benth.
83. Stachys clingmanii Small
84. Stachys coccinea Ortega
85. Stachys collina Brandegee
86. Stachys comosa Codd
87. Stachys cordata Riddell
88. Stachys cordifolia Prain
89. Stachys corsica Pers.
90. Stachys costaricensis Briq. ex T.Durand & Pittier
91. Stachys crenata Raf.
92. Stachys cretica L.
93. Stachys cudiensis Firat & Ö.Güner
94. Stachys cuneata Banks ex Benth.
95. Stachys cydni Kotschy ex Gemici & Leblebici
96. Stachys cymbalaria Briq.
97. Stachys darcyana A.Pool
98. Stachys debilis Kunth
99. Stachys didymantha Brenan
100. Stachys dinteri Launert
101. Stachys distans Benth.
102. Stachys diversifolia Boiss.
103. Stachys dregeana Benth.
104. Stachys drummondii Benth.
105. Stachys durandiana Coss.
106. Stachys duriaei de Noé
107. Stachys ehrenbergii Boiss.
108. Stachys elliptica Kunth
109. Stachys eplingii J.B.Nelson
110. Stachys erectiuscula Gürke
111. Stachys eremicola Epling
112. Stachys eriantha Benth.
113. Stachys euadenia P.H.Davis
114. Stachys euboica Rech.f.
115. Stachys fendleri Briq.
116. Stachys filifolia Hedge
117. Stachys flavescens Benth.
118. Stachys flexuosa Skan
119. Stachys floccosa Benth.
120. Stachys floridana Shuttlew. ex Benth.
121. Stachys fominii Sosn. ex Grossh.
122. Stachys fontqueri Pau
123. Stachys forsythii Hedge
124. Stachys fragillima Bornm.
125. Stachys fruticulosa M.Bieb.
126. Stachys gaziantepensis Dinc & Dogru
127. Stachys geobombycis C.Y.Wu
128. Stachys germanica L.
129. Stachys gilliesii Benth.
130. Stachys glandulibracteata Y.B.Harv.
131. Stachys glandulosa Hutch. & E.A.Bruce
132. Stachys glandulosissima Floden
133. Stachys glechomifolia Nábelek
134. Stachys globosa Epling
135. Stachys glutinosa L.
136. Stachys gossweileri G.Taylor
137. Stachys goulimyi Rech.f.
138. Stachys graciliflora C.Presl
139. Stachys graeca Boiss. & Heldr.
140. Stachys grandidentata Lindl.
141. Stachys grandifolia E.Mey.
142. Stachys graveolens Nábelek
143. Stachys guyoniana de Noé ex Batt.
144. Stachys hakkariensis Akçiçek & Firat
145. Stachys hamata Epling
146. Stachys harkerae J.G.González
147. Stachys harleyana A.Pool
148. Stachys hebens Epling
149. Stachys heraclea All.
150. Stachys herrerae Epling
151. Stachys herrerana Rzed. & Calderón
152. Stachys hildebrandtii Vatke
153. Stachys hintoniorum B.L.Turner
154. Stachys hispida Pursh
155. Stachys hissarica Regel
156. Stachys huber-morathii R.Bhattacharjee
157. Stachys huetii Boiss.
158. Stachys huillensis Hiern
159. Stachys humbertii Hedge
160. Stachys humifusa Burch. ex Benth.
161. Stachys hydrophila Boiss.
162. Stachys hyssopifolia Michx.
163. Stachys hyssopoides Burch. ex Benth.
164. Stachys iberica M.Bieb.
165. Stachys ilicifolius (Schrenk) Sennikov
166. Stachys iltisii J.B.Nelson
167. Stachys inanis Hausskn. & Bornm.
168. Stachys inflata Benth.
169. Stachys intermedia Aiton
170. Stachys ionica Halácsy
171. Stachys iraqensis R.Bhattacharjee
172. Stachys istanbulensis Ö.Güner
173. Stachys iva Griseb.
174. Stachys jaimehintonii B.L.Turner
175. Stachys jijigaensis Sebsebe
176. Stachys keerlii Benth.
177. Stachys kermanshabensis Rech.f.
178. Stachys ketenoglui Kaynak, Daskin & Yilmaz
179. Stachys komarovii Knorring
180. Stachys kotschyi Boiss. & Hohen.
181. Stachys kouyangensis (Vaniot) Dunn
182. Stachys kulalensis Sebsebe
183. Stachys kuntzei Gürke
184. Stachys kurdica Boiss. & Hohen.
185. Stachys lallaniana R.Kr.Singh & Sanjeet Kumar
186. Stachys lamarckii Benth.
187. Stachys lamioides Benth.
188. Stachys langmaniae Rzed. & Calderón
189. Stachys lanigera (Bornm.) Rech.f.
190. Stachys latidens Small
191. Stachys lavandulifolia Vahl
192. Stachys laxa Boiss. & Buhse
193. Stachys leucoglossa Griseb.
194. Stachys libanotica Benth.
195. Stachys lindenii Benth.
196. Stachys linearis Burch. ex Benth.
197. Stachys longespicata Boiss. & Kotschy
198. Stachys longiflora Boiss. & Balansa
199. Stachys luchuensis (Kudô) comb.ined.
200. Stachys lurestanica Jamzad
201. Stachys lyallii Benth.
202. Stachys macraei Benth.
203. Stachys macrotricha Rech.f. & Goulimy
204. Stachys manantlanensis B.L.Turner
205. Stachys mandoniana Briq.
206. Stachys marashica Ilçim, Çenet & Dadandý
207. Stachys mardinensis (Post) R.R.Mill
208. Stachys maritima Gouan
209. Stachys marrubiifolia Viv.
210. Stachys matthewsii G.P.Fleming, J.B.Nelson & J.F.Towns.
211. Stachys megalodonta Hausskn. & Bornm. ex P.H.Davis
212. Stachys melampyroides Hand.-Mazz.
213. Stachys menthifolia Vis.
214. Stachys menthoides Kotschy & Boiss.
215. Stachys mexicana Benth.
216. Stachys mialhesii de Noé
217. Stachys micheliana Briq. ex Micheli
218. Stachys milanii Petrovic
219. Stachys milasensis Ö.Güner
220. Stachys minor (Boiss.) Akçiçek & Dirmenci
221. Stachys mohinora B.L.Turner
222. Stachys mollissima Willd.
223. Stachys moorei B.L.Turner
224. Stachys mouretii Batt. & Pit.
225. Stachys mucronata Sieber ex Spreng.
226. Stachys multicaulis Benth.
227. Stachys munzurdagensis R.Bhattacharjee
228. Stachys namazdaghensis Yild.
229. Stachys natalensis Hochst.
230. Stachys nelsonii B.R.Keener & L.J.Davenp.
231. Stachys nemorivaga Briq.
232. Stachys nepetifolia Desf.
233. Stachys nephrophylla Rech.f.
234. Stachys neurocalycina Boiss.
235. Stachys nigricans Benth.
236. Stachys nivea Labill.
237. Stachys nubilorum Epling
238. Stachys obliqua Waldst. & Kit.
239. Stachys oblongifolia Wall. ex Benth.
240. Stachys obscura Boiss. & Balansa
241. Stachys obtusicrena Boiss.
242. Stachys obtusifolia MacOwan
243. Stachys ochroleuca Phil.
244. Stachys ocymastrum (L.) Briq.
245. Stachys oligantha Baker
246. Stachys oreophila Hedge
247. Stachys pacifica B.L.Turner
248. Stachys palaestina L.
249. Stachys palustris L.
250. Stachys paneiana Mouterde
251. Stachys pannosa Phil.
252. Stachys parolinii Vis.
253. Stachys parviflora Benth.
254. Stachys parvifolia M.Martens & Galeotti
255. Stachys paulii Grossh.
256. Stachys penanevada B.L.Turner
257. Stachys peruviana Dombey ex Benth.
258. Stachys petrokosmos Rech.f.
259. Stachys philippiana Vatke
260. Stachys pilifera Benth.
261. Stachys pilosa Nutt.
262. Stachys pilosissima M.Martens & Galeotti
263. Stachys pinardii Boiss.
264. Stachys pinetorum Boiss. & Balansa
265. Stachys pittieri Briq.
266. Stachys plumosa Griseb.
267. Stachys pringlei Greenm.
268. Stachys pseudohumifusa Sebsebe
269. Stachys pseudonigricans Gürke
270. Stachys pseudophlomis C.Y.Wu
271. Stachys pseudopinardii R.Bhattacharjee & Hub.-Mor.
272. Stachys pumila Banks & Sol.
273. Stachys pusilla (Wedd.) Briq.
274. Stachys pycnantha Benth.
275. Stachys pyramidalis J.K.Morton
276. Stachys radicans Epling
277. Stachys ramosissima Montbret & Aucher ex Benth.
278. Stachys recta L.
279. Stachys rehmannii Skan
280. Stachys reptans Hedge
281. Stachys reticulata Codd
282. Stachys richardiana R.Kr.Singh
283. Stachys riederi Cham.
284. Stachys rigida Nutt. ex Benth.
285. Stachys riparia A.Pool
286. Stachys rivularis J.M.Wood & M.S.Evans
287. Stachys rizeensis R.Bhattacharjee
288. Stachys rosea (Desf.) Boiss.
289. Stachys rothrockii A.Gray
290. Stachys rotundifolia Moc. & Sessé ex Benth.
291. Stachys rubella Hedge
292. Stachys rudatisii Skan
293. Stachys rugosa Aiton
294. Stachys rupestris Montbret & Aucher ex Benth.
295. Stachys salisii Jord. & Fourr.
296. Stachys sanchezii Rzed. & A.García
297. Stachys sandersii B.L.Turner
298. Stachys saturejoides Montbret & Aucher ex Benth.
299. Stachys saxicola Coss. & Balansa
300. Stachys scaberula Vatke
301. Stachys scabrida Skan
302. Stachys schimperi Vatke
303. Stachys semsurensis Firat
304. Stachys serbica Pancic
305. Stachys sericantha P.H.Davis
306. Stachys sericea Cav.
307. Stachys sericophylla Halácsy
308. Stachys sessilifolia E.Mey.
309. Stachys sessilis Gürke
310. Stachys setifera C.A.Mey.
311. Stachys shikikunensis (Kudô) comb.ined.
312. Stachys siirtensis Ö.Güner & Akcicek
313. Stachys simplex Schltr.
314. Stachys sivasica Kit Tan & Yildiz
315. Stachys sparsipilosa R.Bhattacharjee & Hub.-Mor.
316. Stachys spathulata Burch. ex Benth.
317. Stachys spectabilis Choisy ex DC.
318. Stachys speluncarum Contandr. & Quézel
319. Stachys sphaerodonta Baker
320. Stachys spinosa L.
321. Stachys spinulosa Sm.
322. Stachys splendens Wall. ex Benth.
323. Stachys spreitzenhoferi Heldr.
324. Stachys sprucei Briq.
325. Stachys spruneri Boiss.
326. Stachys stebbinsii G.A.Mulligan & D.B.Munro
327. Stachys stricta Greene
328. Stachys strictiflora C.Y.Wu
329. Stachys subaphylla Rech.f.
330. Stachys sublobata Skan
331. Stachys subnuda Montbret & Aucher ex Benth.
332. Stachys swainsonii Benth.
333. Stachys sylvatica L.
334. Stachys taliensis C.Y.Wu
335. Stachys talyschensis Kapeller
336. Stachys tamaulipana B.L.Turner
337. Stachys tenerrima Epling
338. Stachys tenuifolia Willd.
339. Stachys tetragona Boiss. & Heldr.
340. Stachys thirkei K.Koch
341. Stachys thunbergii Benth.
342. Stachys thuspeinantha Sennikov
343. Stachys tlaxiacana B.L.Turner
344. Stachys tmolea Boiss.
345. Stachys torresii B.L.Turner
346. Stachys tournefortii Poir.
347. Stachys trichophylla Baker
348. Stachys trinervis Aitch. & Hemsl.
349. Stachys truncata Kunze ex Benth.
350. Stachys tubulosa MacOwan
351. Stachys tundjeliensis Kit Tan & Sorger
352. Stachys turcomanica Trautv.
353. Stachys turkestanica (Regel) Popov ex Knorring
354. Stachys turneri Rzed. & Calderón
355. Stachys tymphaea Hausskn.
356. Stachys tysonii Skan
357. Stachys uniflora A.Pool
358. Stachys venezuelana Briq.
359. Stachys venulosa Greene
360. Stachys veroniciformis Rech.f.
361. Stachys virgata Bory & Chaub.
362. Stachys viscosa Montbret & Aucher ex Benth.
363. Stachys viticina Boiss.
364. Stachys vulnerabilis Rzed. & Calderón
365. Stachys vuralii Yildiz, Dirmenci & Akçiçek
366. Stachys willemsei Kit Tan & Hedge
367. Stachys woronowii (Schischk. ex Grossh.) R.R.Mill
368. Stachys xanthantha C.Y.Wu
369. Stachys yemenensis Hedge
370. Stachys yildirimlii Dinç
371. Stachys yingzuijieensis L.Wu & Y.P.Chen
372. Stachys zepcensis Formánek
373. Stachys zeyheri Skan
374. Stachys zoharyana Eig
375. Stachys ×ambigua Sm.
376. Stachys ×bodeana Bunge
377. Stachys ×burrii P.H.Davis
378. Stachys ×cryptadenia Rech.f.
379. Stachys ×digenea Legué
380. Stachys ×leucomalla Bornm. & Gauba
381. Stachys ×medebachensis Feld & O.Koenen
382. Stachys ×mirabilis Rouy
383. Stachys ×paraplesia Rech.f.
384. Stachys ×sintenisii Gand.